# Il libro della giungla (film 1967)
Il libro della giungla (The Jungle Book) è un film d'animazione del 1967 diretto da Wolfgang Reitherman. Basato sull'omonimo libro del 1894 di Rudyard Kipling, è il 19º Classico Disney e l'ultimo film prodotto da Walt Disney, che morì durante la realizzazione. La trama segue Mowgli, un ragazzo selvaggio cresciuto nella giungla indiana dai lupi, mentre i suoi amici Bagheera (una pantera) e Baloo (un orso) cercano di convincerlo a lasciare la giungla prima che arrivi la malvagia tigre Shere Khan.
Le prime versioni della sceneggiatura e della colonna sonora seguivano più da vicino il lavoro di Kipling, con un tono drammatico, oscuro e sinistro che Disney non voleva nel suo film per famiglie, portando alla sostituzione dello sceneggiatore Bill Peet e del cantautore Terry Gilkyson. Il cast vocale originale coinvolge i famosi attori e musicisti Phil Harris, Sebastian Cabot, George Sanders e Louis Prima, così come collaboratori abituali della Disney come Sterling Holloway, J. Pat O'Malley e Verna Felton e il figlio del regista, Bruce Reitherman, nel ruolo di Mowgli.
Il libro della giungla fu distribuito negli Stati Uniti il 18 ottobre 1967, ricevendo dalla critica un'accoglienza positiva in particolare per la sua colonna sonora che include cinque canzoni degli Sherman Brothers e una di Gilkyson, The Bare Necessities. Inizialmente divenne il secondo film d'animazione Disney con il maggior incasso in America del Nord ed ebbe successo anche durante le sue riedizioni. Ebbe successo anche all'estero, diventando il film con il maggior numero di biglietti venduti in Germania. La Disney ne distribuì un remake in live-action, Mowgli - Il libro della giungla, nel 1994 e un sequel animato, Il libro della giungla 2, nel 2003; un remake ibrido live-action/CGI diretto da Jon Favreau fu distribuito nel 2016.

## Trama
Un giorno, la pantera nera Bagheera trova un neonato orfano in una cesta all'interno di una canoa distrutta nel profondo della giungla indiana e lo porta a Raksha, una mamma lupa che ha appena avuto i suoi cuccioli. Nonostante le iniziali difficoltà, lei e il suo compagno Rama crescono il bambino insieme ai loro figli e, dopo dieci anni, il cucciolo d'uomo Mowgli cresce pacificamente nella giungla e gioca felice con i suoi fratelli lupi. Bagheera, che era sempre rimasto vicino a Mowgli, è contento di vedere Mowgli così felice, ma teme che prima o poi debba tornare dai suoi simili.
Una notte, i lupi del branco si riuniscono presso la roccia del Consiglio e vengono a sapere del ritorno nelle loro terre di Shere Khan, una tigre del Bengala che odia gli umani e il loro fuoco, e ucciderà Mowgli prima che sia abbastanza grande da poter usare il fuoco contro di lui. Seppur dispiaciuto, Akela, il capo dei lupi, pretende che Mowgli debba lasciare per sempre la giungla, sia per la sua sicurezza che per quella del branco. Bagheera si offre di accompagnarlo al "villaggio degli uomini" e i due partono quella stessa notte, ma Mowgli non è entusiasta della cosa. Poiché la strada è ancora lunga, i due si sdraiano su un albero per dormire, dove sopraggiunge il pitone indiano Kaa, che cerca di divorare Mowgli dopo averlo ipnotizzato per farlo cadere in un sonno profondo e tranquillo, ma Bagheera interviene appena in tempo per distrarre Kaa. Mentre Kaa è impegnato a ipnotizzare Bagheera, Mowgli si sveglia e riesce a buttare Kaa giù dall'albero.
La mattina dopo, Mowgli vengono svegliati dalla pattuglia di elefanti guidata dal colonnello Hathi e da sua moglie Guendalina. Mentre Bagheera cerca di riaddormentarsi, Mowgli gli sfugge e cerca di unirsi al branco facendo amicizia con l'elefantino Junior, ma il ragazzino non può rimanere con gli elefanti perché Hathi non ama gli umani. Ma in quel momento arriva Bagheera, che spiega al colonnello che sta riportando Mowgli al villaggio umano. Tuttavia, il cucciolo d'uomo non vede alcuna ragione per lasciare la giungla e i due hanno l'ennesimo litigio, al punto che la pantera arrabbiata lo abbandona al suo destino. Invece di evitare i pericoli della giungla, Mowgli parte da solo e incontra Baloo, un orso labiato che promette di crescere lui stesso Mowgli e di non portarlo mai al villaggio degli uomini.
Poco dopo però, una banda di scimmie rapisce Mowgli e lo porta dal loro capo, l'orango Re Luigi. Quest'ultimo si offre di aiutare Mowgli a rimanere nella giungla se in cambio lui gli dirà come accendere il fuoco, ma il ragazzo gli risponde che non sa accenderlo, siccome non è mai stato allevato dagli esseri umani. Bagheera e Baloo arrivano a salvare Mowgli e, nel caos che ne segue, il palazzo di Re Luigi viene distrutto. Quella notte Bagheera spiega a Baloo che la giungla per Mowgli non sarà mai sicura finché Shere Khan è nei paraggi. Al mattino, Baloo cerca di spiegare con riluttanza a Mowgli che per lui è meglio andare al villaggio degli uomini, ma Mowgli lo accusa di aver infranto la sua promessa e scappa via disperato. Mentre Baloo parte alla ricerca di Mowgli, Bagheera chiede l'aiuto di Hathi e della sua pattuglia. Purtroppo però Shere Khan ascolta la conversazione di Bagheera e Hathi, così la tigre parte alla ricerca del ragazzo, per poterlo uccidere e divorare.
Nel frattempo, Mowgli, che non si fida più di nessuno dopo il tradimento di Baloo, incontra ancora una volta Kaa che, dopo averlo ipnotizzato facendolo addormentare profondamente, tenta nuovamente di mangiarlo, ma grazie all'intervento inconsapevole di Shere Khan, Mowgli si risveglia dall'ipnosi, getta Kaa giù dall'albero e fugge via.
Mentre sta per arrivare un temporale, Mowgli incontra un gruppo di avvoltoi amichevoli - Buzzie, Ziggy, Dizzy e Flaps - che lo accettano come un compagno emarginato. Ma improvvisamente, arriva Shere Khan che spaventa gli avvoltoi e tenta di attaccare Mowgli. In quel momento, Baloo arriva in soccorso e combatte contro Shere Khan per salvare Mowgli, ma rimane ferito dagli artigli della tigre. Nel frattempo, un fulmine colpisce un albero e lo incendia, gli avvoltoi piombano addosso a Shere Khan per distrarlo, mentre Mowgli afferra un grosso ramo in fiamme e lo lega alla coda della tigre. Alla vista del fuoco, Shere Khan scappa via in preda al panico.
Alla fine, Bagheera e Baloo portano Mowgli al confine tra la giungla e il villaggio degli uomini, ma il ragazzo è ancora riluttante ad andarci. Subito dopo, Mowgli cambia idea quando vede una bella ragazzina del villaggio di nome Shanti, che canta mentre sta scendendo lungo il fiume per prendere dell'acqua. Dopo aver visto Mowgli, lei lascia cadere la sua brocca d'acqua per attirare la sua attenzione. Mowgli la recupera per lei e la segue nel villaggio degli uomini. Dopo che Mowgli ha alzato le spalle a Baloo e Bagheera, per mostrare che ha preso una decisione e ha scelto di andare al villaggio degli uomini, i due decidono di tornare nella giungla, contenti che Mowgli sia al sicuro e felice con i suoi simili.

## Personaggi
- Mowgli: un ragazzino indiano orfano di circa 10-12 anni, cresciuto nella giungla dagli animali, comunemente chiamato "cucciolo d'uomo" dagli altri personaggi. È incredibilmente coraggioso, anche se ribelle, ingenuo e indifeso. Finisce spesso nei guai.
- Baloo: un orso labiato pigro e spensierato che crede nell'importanza di lasciar perdere le preoccupazioni e concentrarsi sulle cose semplici della vita. Adora cantare e ballare. È grande amico di Mowgli e Bagheera.
- Bagheera: una seria e amichevole pantera nera, amico e principale protettore di Mowgli, che nei suoi confronti si comporta come un genitore. È assolutamente determinato a portare Mowgli al villaggio umano e disapprova l'approccio spensierato di Baloo alla vita. Serve anche da narratore del film.
- Shere Khan: principale antagonista del film, è un maschio di tigre del Bengala. È profondamente temuto dalla maggior parte degli animali della giungla. Vuole uccidere Mowgli perché odia tutti gli uomini, temendoli per i loro fucili e per il fuoco.
- Kaa: uno degli antagonisti del film, è un pitone delle rocce indiano anch'egli alla ricerca di Mowgli come preda, ma che fallisce comicamente ogni volta che tenta di mangiarlo. Soffre di sinusite ed è capace di ipnotizzare le sue vittime con lo sguardo.
- Re Luigi (King Louie): uno degli antagonisti del film, è un orango che vuole comportarsi come un uomo e si è offerto di far rimanere Mowgli nella giungla se il ragazzo gli avesse spiegato il segreto degli umani per ottenere il fuoco. È il re delle scimmie.
- Hathi: un grande e pomposo elefante indiano che comanda un gruppo di elefanti-soldati che marciano per la giungla. Abbastanza rigido nei modi, spesso costringe il suo gruppo a compiere lunghe ed estenuanti marce per la giungla e ad ascoltare le noiose storie delle sue imprese militari. Si fa chiamare "colonnello" e ha una moglie di nome Guendalina e un figlio. A differenza della versione originale, il Colonnello Hathi disneyano è un personaggio comico, persino parodistico[3][4] nella sua ossessione per le marce attraverso la giungla e i suoi discorsi nostalgici dei tempi in cui era nella "brigata elefanti del maragià". La marcia che intona con la sua pattuglia sottolinea come il motivo delle loro pattuglie inutili[5] sia "un segreto militar", che loro stessi non abbiano nient'altro da fare ("proprio niente abbiam da far" nella ripresa) e che, in fondo, la brigata non si chieda nemmeno il perché.
  - Tra i "soldati" della brigata, uno è un elefante dalle narici sporche, uno è d'aspetto trasandato e mastica perennemente delle foglie, un altro ostenta un sorriso per cui viene prontamente ripreso dal colonnello Hathi, uno è tormentato da una mosca; l'ultimo il suo luogotenente, aveva i "capelli" lunghi e scarmigliati, prima che Hathi glieli tagliasse. Aggregati alla brigata ci sono Guendalina, la moglie di Hathi e il loro figlio, un cucciolo d'elefante che da grande farà anch'esso il colonnello.
- Shanti: una bambina indiana, abitante del villaggio, che Mowgli incontra alla fine del film rimanendone attratto. In tutto il film non viene mai detto il nome, lo si saprà solo nel seguito. Nei crediti finali viene semplicemente chiamata "ragazza indiana".
- Flaps, Dizzy, Ziggy e Buzzie: quattro simpatici e annoiati avvoltoi calvi che si dimostrano amichevoli con Mowgli.
- Akela: un vecchio lupo, il più anziano del suo branco, di cui è il capo.
- Rama: un lupo del branco di Akela, marito di Raksha e padre dei lupacchiotti. Si affeziona molto a Mowgli e lo adotterà insieme ai suoi cuccioli. Nel romanzo originale Rama è un toro.
- Raksha: la moglie di Rama e madre dei lupacchiotti. Come Rama, anche lei si affeziona molto al cucciolo d'uomo che ha adottato.

## Produzione

### Sceneggiatura
Dopo l'uscita de La spada nella roccia, lo sceneggiatore Bill Peet affermò a Walt Disney che "noi [Il reparto animazione] possiamo fare personaggi animali più interessanti" e suggerì che Il libro della giungla di Rudyard Kipling avrebbe potuto essere utilizzato per il successivo film dello studio. Disney fu d'accordo e Peet creò un trattamento originale, con poca supervisione, come aveva fatto con La carica dei cento e uno e La spada nella roccia. Tuttavia, dopo la reazione deludente a La spada nella roccia, Walt Disney decise di diventare più coinvolto nella storia di come era stato per gli ultimi due film, infatti il nipote Roy E. Disney disse che "[egli] ha certamente influenzato tutto ciò che lo riguarda. (...) Con Il libro della giungla, ovviamente rimase agganciato alla giungla e a tutti i personaggi che ci vivevano".
Peet decise di seguire da vicino il tono drammatico, tetro e sinistro del libro di Kipling, che riguarda le lotte tra animali e uomo. Tuttavia, lo sceneggiatore decise di rendere la storia più semplice, poiché il romanzo è molto episodico, con Mowgli che va avanti e indietro dalla giungla al villaggio degli uomini e Peet sentiva che il ritorno di Mowgli al villaggio avrebbe dovuto essere il finale del film. A seguito di suggerimenti, Peet creò anche due personaggi originali: Shanti, la ragazza umana della quale Mowgli si innamora, poiché gli animatori ritennero che l'innamoramento sarebbe stata la migliore scusa per Mowgli di lasciare la giungla e Luigi, il re delle scimmie. Luigi era un personaggio meno comico, dato che asserve Mowgli cercando di farsi insegnare dal ragazzo a fare il fuoco. L'orango avrebbe anche dovuto mostrare un punto di trama preso in prestito da Il secondo libro della giungla, su oro e gioielli sotto le rovine - dopo che Mowgli era arrivato al villaggio degli uomini, un bracconiere avrebbe trascinato il ragazzo per le rovine in cerca del tesoro. Disney non era soddisfatto di come la storia stava venendo fuori, poiché sentiva era troppo tetra per la visione della famiglia, e insistette sulle modifiche dello script. Peet rifiutò e, dopo una lunga discussione, lasciò lo studio Disney nel gennaio 1964.
Disney quindi assunse Larry Clemmons come suo nuovo scrittore e uno dei quattro sceneggiatori per il film, dando a Clemmons una copia del libro di Kipling e dicendogli: "La prima cosa che voglio che tu faccia è non leggerlo". Clemmons lesse lo stesso il romanzo e pensò che era troppo sconnesso e senza soluzione di continuità e che fossero necessari degli adattamenti per trasformarlo in una sceneggiatura. Clemmons voleva iniziare in medias res, con alcuni flashback più avanti, ma poi Disney gli disse di concentrarsi sul fare la storia più lineare - "Facciamo il succo del film. Facciamo stabilire i personaggi. Divertiamoci con esso." Anche se gran parte del lavoro di Bill Peet venne scartato, le personalità dei personaggi sono rimaste nel film finale. Questo perché Disney sentiva che la storia avrebbe dovuto essere mantenuta semplice e che i personaggi avrebbero dovuto guidarla. Disney ebbe un ruolo attivo alle riunioni per la storia, recitando ogni ruolo e contribuendo a esplorare le emozioni dei personaggi, a creare gag e a sviluppare le sequenze emozionali. Clemmons avrebbe scritto una sceneggiatura di massima con uno schema per la maggior parte delle sequenze. Gli sceneggiatori avrebbero quindi discusso su come riempire le scene, comprese le gag comiche da impiegare. Lo script cercò anche di incorporare come i doppiatori modellavano i loro personaggi e interagivano tra loro.
Il libro della giungla segna anche l'ultimo film d'animazione della società ad avere i tocchi personali di Disney, prima della sua morte il 15 dicembre 1966.

### Casting
(Wolfgang Reitherman)
Molte voci famose ispirarono gli animatori nella loro creazione dei personaggi e li aiutarono a modellare le loro personalità. Questo uso di voci famose per i personaggi principali era una rarità nei film Disney del passato. Il personale rimase scioccato nel sentire che il comico Phil Harris sarebbe stato in un film su Kipling. Disney suggerì Harris dopo averlo incontrato a una festa. Harris improvvisò la maggior parte delle sue battute, poiché pensava che le frasi della sceneggiatura "non sembravano naturali". Dopo che Harris fu scelto, il presidente della Walt Disney Records Jimmy Johnson suggerì a Disney di ottenere Louis Prima come Re Luigi, poiché "sentiva che Louis sarebbe stato fantastico come cattivo". Walt scelse anche altri attori di spicco come George Sanders per Shere Khan e Sebastian Cabot per Bagheera. Inoltre, scelse regolari voci Disney come Sterling Holloway per Kaa, J. Pat O'Malley per il colonnello Hathi e l'avvoltoio Buzzie e Verna Felton per Guendalina, la moglie di Hathi. Questo fu il suo ultimo film prima di morire. David Bailey fu originariamente scelto come Mowgli, ma la sua voce cambiò durante la produzione, portando Bailey a non adattarsi alla "giovane innocenza del personaggio di Mowgli", a cui i produttori avrebbero mirato di più. Così il regista Wolfgang Reitherman scelse suo figlio Bruce, che aveva appena doppiato Christopher Robin in Winny-Puh l'orsetto goloso. Gli animatori girarono dei filmati di Bruce come guida per le azioni del personaggio. L'attrice bambina Darleen Carr andava in giro per lo studio cantando quando i fratelli Sherman le chiesero di registrare una demo della canzone di Shanti Casa mia. La prestazione della Carr colpì Disney al punto da sceglierla come Shanti.
Nel libro originale gli avvoltoi sono personaggi cupi e malvagi, che festeggiano la morte. Disney ebbe l'idea di dare agli avvoltoi una somiglianza fisica e vocale ai Beatles, tra cui la loro famosa capigliatura a caschetto. Era anche previsto che i membri della band doppiassero i personaggi e cantassero la loro canzone, Siamo tuoi amici. Tuttavia, dei conflitti di programmazione, oltre a una brutta reazione di John Lennon, portarono all'eliminazione dell'idea. Il casting degli avvoltoi portò comunque un musicista della British invasion, Chad Stuart del duo Chad & Jeremy. Nelle prime bozze della scena gli avvoltoi avevano un amico, un miope rinoceronte di nome Rocky che doveva essere doppiato da Frank Fontaine, tuttavia Walt decise di tagliare il personaggio per la sensazione che il film aveva già molta azione con le scimmie e gli avvoltoi.

### Animazione
Mentre molti dei successivi lungometraggi Disney ebbero animatori responsabili per i singoli personaggi, in Il libro della giungla gli animatori erano incaricati di intere sequenze, dal momento che molte hanno personaggi che interagiscono tra loro. L'animazione venne fatta in xerografia, con il character design guidato da Ken Anderson, utilizzando effetti artistici grezzi, in contrasto con gli animali rotondi visti in produzioni come Dumbo. Anderson decise anche di far assomigliare Shere Khan al suo doppiatore, George Sanders. Gli sfondi furono dipinti a mano - con l'eccezione della cascata, per lo più costituita da filmati del Salto Angel - e talvolta lo scenario fu utilizzato sia in primo piano che in basso per creare una nozione di profondità. A seguito di uno dei marchi di Reitherman del riutilizzo di animazioni dei suoi film precedenti, i cuccioli di lupo si basano su cani da La carica dei cento e uno. L'animatore Milt Kahl basò i movimenti di Bagheera e Shere Khan su felini live-action, che aveva visto in due produzioni Disney, Tigre in agguato e un episodio di La natura e le sue meraviglie, Il giaguaro della giungla. Anche Baloo venne basato su riprese di orsi, incorporando anche l'inclinazione dell'animale a graffiare. Dal momento che Kaa non ha arti, il suo design ricevette grandi occhi espressivi, e le parti del corpo di Kaa fecero le azioni che normalmente sarebbero state fatte con le mani. La danza delle scimmie durante Voglio essere come te fu in parte ispirata da una performance fatta da Louis Prima con la sua band al palcoscenico Disney per convincere Walt Disney a sceglierlo.

## Colonna sonora
La musica strumentale venne scritta da George Bruns e orchestrata da Walter Sheets. Due spunti sono stati riutilizzati da precedenti film Disney. La scena in cui Mowgli si sveglia dopo la fuga da Re Luigi usò uno dei temi di Bruns per La bella addormentata nel bosco e la scena in cui Bagheera dà un elogio a Baloo quando pensa erroneamente che l'orso sia stato ucciso da Shere Khan utilizzò la partitura per organo di Paul Smith da Biancaneve e i sette nani.
La colonna sonora è dotata di otto brani originali: sette dei fratelli Sherman e uno di Terry Gilkyson. Gilkyson, collaboratore di Disney da molto tempo, fu il primo cantautore a portare diverse canzoni complete che seguivano il libro da vicino, ma Walt Disney sentiva che i suoi sforzi erano troppo tetri. L'unico pezzo del lavoro di Gilkyson che sopravvisse al film finale fu la sua canzone ottimista Lo stretto indispensabile, che piacque al resto della troupe. I fratelli Sherman furono poi portati a fare una completa riscrittura. Disney chiese ai fratelli se avessero letto il libro di Kipling e loro risposero che l'avevano fatto "tanto, tanto tempo fa" e di aver visto anche la versione del 1942 di Alexander Korda. Disney disse che la "roba bella, misteriosa e pesante" di entrambe le opere non era l'obiettivo da raggiungere, che invece era fare una "leggerezza, un tocco Disney". Disney portava spesso i compositori alle sessioni per la trama. Chiedeva loro di "trovare luoghi spaventosi e scrivere canzoni divertenti" per le loro composizioni che si adattassero alla storia e facessero avanzare la trama, invece di essere interruttive.

### Album

#### Tracce
1. Overture - George Bruns - 2:42
2. Il neonato - George Bruns - 2:10
3. La marcia del colonnello Hathi - Luigi Pavese - 2:31
4. Lo stretto indispensabile - Luigi Palma e Tony De Falco - 4:50
5. Voglio essere come te - Lorenzo Spadoni, Luigi Palma e Tony De Falco- 4:04
6. L'inseguimento delle scimmie - George Bruns - 1:05
7. Diglielo - George Bruns - 2:14
8. La marcia del colonnello Hathi (ripresa) - Luigi Pavese - 2:00
9. Il ritmo della giungla - George Bruns - 1:21
10. Spera in me - Sergio Tedesco - 2:50
11. Cosa vuoi fare - George Bruns - 3:08
12. Siamo tuoi amici - Luigi Pavese - 2:07
13. La lotta con Shere Khan - George Bruns - 2:42
14. Povero Baloo - George Bruns - 1:06
15. Casa mia - Amalia De Rita - 3:30
16. Lo stretto indispensabile (ripresa) - Tony De Falco - 0:51

## Distribuzione

Un francobollo del film (con Mowgli e Bagheera) dedicato a Walt Disney

Il libro della giungla uscì negli Stati Uniti nell'ottobre 1967, a soli 10 mesi dalla morte di Walt Disney. Alcune copie erano in doppio spettacolo con Giannino, il coguaro solitario. Fu poi redistribuito in Nord America tre volte, nel 1978, 1984 e 1990. In Italia invece ci sono state quattro riedizioni: nel 1976, 1983, 1989 e 2013.

### Data di uscita
Le date di uscita internazionali sono state:
- 18 ottobre 1967 negli USA
- 7 dicembre in Argentina (El libro de la selva)
- 16 maggio 1968 a Hong Kong
- 6 agosto in Giappone
- 18 novembre nel Regno Unito
- 6 dicembre in Italia
- 9 dicembre in Svezia (Djungelboken)
- 11 dicembre in Francia (Le livre de la jungle)
- 13 dicembre in Germania Ovest (Das Dschungelbuch)
- 16 dicembre in Spagna (El libro de la selva)
- 19 dicembre in Australia e nei Paesi Bassi
- 20 dicembre in Austria e Finlandia (Viidakkokirja)
- 26 dicembre in Brasile (Mogli - O Menino Lobo), Danimarca (Junglebogen) e Norvegia (Jungelboken)
- 30 dicembre in Irlanda
- 15 dicembre 1969 in Emirati Arabi Uniti
- 24 maggio 1979 in Ungheria (A dzsungel könyve)
- 21 dicembre 2007 in Kuwait

### Edizione italiana
La versione italiana del film venne curata da Roberto De Leonardis. Il doppiaggio, diretto da Giulio Panicali, venne eseguito presso la Fono Roma con la partecipazione della C.D.C. La direzione musicale è di Pietro Carapellucci.

### Edizioni home video

#### VHS
La prima edizione VHS del film uscì in Italia nel novembre 1993. Fu pubblicata anche un'edizione in cofanetto comprendente la VHS del film e il CD della colonna sonora. La seconda edizione VHS uscì nell'aprile 2000.

#### DVD
La prima edizione DVD del film uscì il 12 aprile 2000, insieme alla riedizione della VHS, distribuito dalla Warner Home video. Questo, come gli altri DVD distribuiti dalla Warner, era privo di contenuti speciali.
La seconda edizione DVD uscì il 7 novembre 2007, come decimo titolo delle Walt Disney Platinum Editions. Questa edizione, uscita in occasione 40º anniversario, presenta il film in formato 16x9 (ritagliandone i lati orizzontali). Il film venne rieditato nel 2014 come parte della Disney Diamond Edition Line in edizione a disco singolo.

## Accoglienza

### Incassi
Prodotto con un budget di 4 milioni di dollari, il film è stato un enorme successo, incassando affitti domestici di 11,5 milioni di dollari entro il 1968. Nel 1970, il film aveva incassato 13 milioni di dollari in noleggi domestici, diventando il secondo film d'animazione con il maggior incasso negli Stati Uniti e in Canada, portando il totale a $ 73,7 milioni. Il film ha guadagnato oltre $ 23,8 milioni in tutto il mondo diventando il film d'animazione di maggior successo uscito durante la sua corsa iniziale.
Il libro della giungla è stato ridistribuito nelle sale in Nord America nel 1978, 1984 e 1990, e anche in Europa negli anni '70 e '80. Il totale del Nord America, al netto dell'inflazione, si stima che sia equivalente a $ 671.224.000 nel 2018, che lo renderebbe il 32º film con il maggior incasso negli Stati Uniti e Canada.
Il libro della giungla è attualmente il film più grande della Germania in termini di ingressi con 27,3 milioni di biglietti venduti, quasi 10 milioni in più rispetto ai 18,8 milioni di biglietti venduti da Titanic. Ha incassato circa 108 milioni di dollari in Germania, diventando così il terzo film con il maggior incasso in quel paese dietro solo ad Avatar (137 milioni di dollari) e Titanic (125 milioni di dollari). Il film è stato il settimo film sonoro più popolare del ventesimo secolo nel Regno Unito con 19,8 milioni di spettatori. La riedizione del film nel 1993 ha stabilito un record all'estero per una ristampa, incassando 67,5 milioni di dollari all'estero durante quell'anno.

### Critica
Il libro della giungla ricevette recensioni positive al momento dell'uscita, indubbiamente influenzate da una reazione nostalgica alla morte di Walt Disney. La rivista Time osservò che il film si allontanò dalle storie di Kipling, ma "tuttavia, il risultato è assolutamente delizioso... è il modo più felice possibile di ricordare Walt Disney". Howard Thompson del New York Times ha elogiato il film definendolo "divertente, semplice, ordinato e diretto". Richard Schickel, critico per la rivista Life, ha definito il film "la cosa migliore del suo genere dai tempi di Dumbo, un altro cartone animato breve, brillante, inquietante e fortunatamente incolto". Charles Champlin del Los Angeles Times ha scritto che il film era "davvero un buon prodotto Disney, e nessuno ha bisogno di dire molto di più". Arthur D. Murphy di Variety ha dato al film una recensione favorevole, sottolineando comunque che "lo sviluppo della storia è contenuto" e che il pubblico più giovane "a volte può dimenarsi". Alcune recensioni negative provennero da Judith Crist, che disse che il film era "privo di stato d'animo o atmosfera". La canzone Lo stretto indispensabile venne nominata per l'Oscar alla migliore canzone ai Premi Oscar 1968, perdendo a favore di Talk To The Animals da Il favoloso dottor Dolittle. Il presidente dell'Academy of Motion Picture Arts and Sciences Gregory Peck fece molte pressioni perché il lungometraggio ricevesse la nomination per il miglior film, ma senza successo.
Anche le recensioni retrospettive sono state positive, con l'animazione, i personaggi e la musica del film che hanno ricevuto molti elogi nel corso degli anni. Sul sito web aggregatore di recensioni Rotten Tomatoes, il film ha ricevuto un indice di gradimento dell'88% sulla base di 41 recensioni, con una valutazione media di 8,2/10. Il consenso critico del sito recita: "Con animazioni espressive, personaggi divertenti e canzoni accattivanti, Il libro della giungla resiste come un classico Disney che piace alla folla".  Nel 1990, quando il film ebbe la sua ultima riedizione cinematografica negli USA, Entertainment Weekly ha ritenuto che Il libro della giungla "non sia un classico film di Walt Disney sull'ordine, ad esempio, di Cenerentola o Pinocchio, ma è uno dei più vivaci e divertenti della Disney". Charles Solomon, critico per il Los Angeles Times, ha pensato che gli animatori del film fossero "vicini all'altezza dei loro talenti" e il film "rimane un vivace gioco che delizierà i bambini e i genitori stanchi di film d'azione con un numero di vittime che supera i loro incassi al botteghino". Nel 2010, la rivista Empire ha descritto il film come uno che "fa praticamente tutto bene", notando che l'animazione vivace e le canzoni orecchiabili hanno superato le carenze della trama.

## Riconoscimenti
- 1968 - Premio Oscar
  - Nomination Miglior canzone (The Bare Necessities) a Terry Gilkyson
- 1968 - Grammy Award
  - Nomination Miglior registrazione per bambini
- 1968 - Laurel Awards
  - Nomination Miglior commedia
- 1968 - Gijón International Film Festival
  - Miglior film per bambini
- 1969 - Golden Screen
  - Golden Screen con 1 stella
- 1979 - Jupiter Award
  - Miglior film internazionale a Wolfgang Reitherman

## Influenza culturale
Elementi de Il libro della giungla furono riciclati nel successivo Classico Disney Robin Hood a causa del budget limitato di quest'ultimo. Ad esempio, Baloo servì come ispirazione per Little John (che non solo era un orso, ma ebbe anche lo stesso doppiatore in ben dieci lingue: Phil Harris in inglese, Pino Locchi in italiano, Claude Bertrand in francese, Edgar Ott in tedesco, Coen Flink in olandese, Jan Prochyra in polacco, Beppe Wolgers in svedese, Dmitri Nazarov in russo, Petrov Nikolaj in bulgaro e Reino Bäckman in finlandese). In particolare, la sequenza di danza tra Baloo e Re Luigi fu semplicemente ricalcata per quella tra Little John e Lady Cocca. Il film fu ampiamente acclamato dagli animatori ed Eric Goldberg dichiarò che Il libro della giungla "vanta forse la migliore animazione dei personaggi che uno studio abbia mai fatto". Gli animatori di Aladdin, Il re leone e Lilo & Stitch affermarono di aver preso ispirazione dal design e l'animazione del film e quattro persone coinvolte con animazioni Disney, il regista Brad Bird e gli animatori Andreas Deja, Glen Keane e Sergio Pablos dichiararono che il film fu la loro ispirazione per entrare nel business.
Un'opera d'arte dell'artista inglese Banksy del film, che era stata commissionata da Greenpeace per contribuire ad aumentare la consapevolezza della deforestazione, è stata messa in vendita per la somma di 80.000 sterline.

## Altri media
- Nel 1968, Disneyland Records pubblicò l'album More Jungle Book, un sequel non ufficiale anch'esso scritto dallo sceneggiatore Larry Simmons, che proseguiva la storia del film e vedeva il ritorno di Phil Harris e Louis Prima nei loro ruoli originali. Nella registrazione, Baloo (Harris) è senza Mowgli (Ginny Tyler), quindi si allea con Re Luigi (Prima) e Bagheera (Dal McKennon) per portarlo via dal villaggio degli uomini.[51]
- Molti personaggi appaiono nella serie animata del 1990-1991 TaleSpin.[52] Tra il 1996 e il 1998 la serie televisiva Cuccioli della giungla raccontò le storie di Baloo, Hahti, Bagheera, Luigi, Kaa e Shere Khan quando erano cuccioli.[53]
- Ci sono due videogiochi basati sul film: Il libro della giungla è un platform uscito nel 1993-1994 per Master System, Mega Drive, Game Gear, Super NES, Game Boy e PC. Una versione per Game Boy Advance venne poi pubblicata nel 2003. Il libro della giungla - Il ballo della giungla è un videogioco musicale uscito nel 2000 per PlayStation e PlayStation 2. Kaa e Shere Khan hanno anche fatto dei camei in un altro videogioco Disney, Quackshot. Un mondo basato sul film era destinato ad apparire più di una volta nella serie di videogiochi Square Enix-Disney Kingdom Hearts, ma venne sempre omesso, la prima volta nel primo gioco perché era presente un mondo simile basato su Tarzan[54] e la seconda in Kingdom Hearts Birth by Sleep, presumibilmente a causa di vincoli di tempo, anche se aree del mondo sono accessibili tramite codici di hacking.
- Molti dei personaggi del film apparvero in House of Mouse - Il Topoclub, Il re leone 3 - Hakuna Matata, Aladdin e il re dei ladri e Once Upon a Studio.

## Remake e sequel
- La Disney produsse un remake live-action del film, un realistico film d'avventura con temi un po' più adulti. Il film, uscito nel 1994, si distingue ancora di più dal libro della sua controparte animata, ma fu comunque un successo al botteghino. Nel 1998 la Disney distribuì un film direct-to-video intitolato Mowgli e il libro della giungla.[55]
- Il 5 febbraio 2003 uscì un sequel del film, prodotto dalla DisneyToon Studios in Australia, intitolato Il libro della giungla 2, in cui Mowgli scappa dal villaggio degli uomini per andare a trovare i suoi amici animali, senza sapere che Shere Khan è più deciso che mai a ucciderlo.
- Nel luglio 2013 fu annunciata una nuova versione live-action dal titolo Il libro della giungla,[56] uscita il 15 aprile del 2016.[57]